# Навіщо міняти дружину?
Навіщо міняти дружину? (англ. Why Change Your Wife?) — американська кінокомедія режисера Сесіл Б. ДеМілль 1920 року.

## Сюжет
Респектабельна і вельми манірна дружина — Бет, вважає своїм обов'язком перевиховати чоловіка, вичитуючи його за куріння, вино і пристрасть до сучасної музики. Роберт любить дружину і навіть намагається привести романтику в їх шлюб. Але коли раптом з'являється інша жінка, яка дарує всі заборонені насолоди, Роберт подається спокусі. У результаті — розлучення! Бет нарешті розуміє, що виглядає як сіра мишка і зовсім не знала очевидного — того що потрібно чоловікам для щастя. І ось тепер з'являється вродлива жінка, в неймовірно-відвертому купальнику. Колишнє подружжя неминуче приречені зустрітися і почуття спалахують знов. Належить сутичка суперниць (двох дружин) і повчальний фінал.

## У ролях
- Глорія Суонсон — Бет Гордон
- Томас Міган — Роберт Гордон
- Бібі Данієлс — Саллі Кларк
- Теодор Козлофф — Радінофф
- Сільвія Ештон — тітка Кейт
- Кларенс Гелдарт — лікар
- Майме Келсо — Харріетт, модельєр
- Люсьєн Літтлфілд — дворецький Гордон
- Една Мей Купер — прислуга Гордон
- Джейн Вульф — клієнт